# Blue Lake (Califòrnia)
Blue Lake és una població dels Estats Units a l'estat de Califòrnia. Segons el cens del 2000 tenia 1.135 habitants.

## Demografia
Segons el cens del 2000, Blue Lake tenia 1.135 habitants, 504 habitatges, i 297 famílies. La densitat de població era de 730,4 habitants per km².
Dels 504 habitatges en un 27,4% hi vivien nens de menys de 18 anys, en un 41,9% hi vivien parelles casades, en un 13,7% dones solteres, i en un 40,9% no eren unitats familiars. En el 31,5% dels habitatges hi vivien persones soles el 9,3% de les quals corresponia a persones de 65 anys o més que vivien soles. El nombre mitjà de persones vivint en cada habitatge era de 2,25 i el nombre mitjà de persones que vivien en cada família era de 2,84.
Per edats la població es repartia de la següent manera: un 21,9% tenia menys de 18 anys, un 8,4% entre 18 i 24, un 29,6% entre 25 i 44, un 27,7% de 45 a 60 i un 12,4% 65 anys o més.
L'edat mitjana era de 39 anys. Per cada 100 dones de 18 o més anys hi havia 86,9 homes.
La renda mitjana per habitatge era de 32.500 $ i la renda mitjana per família de 37.500 $. Els homes tenien una renda mitjana de 35.924 $ mentre que les dones 25.563 $. La renda per capita de la població era de 17.603 $. Entorn del 6,3% de les famílies i l'11,1% de la població estaven per davall del llindar de pobresa.

## Poblacions més properes
El següent diagrama mostra les poblacions més properes.